# Šćulac
Šćulac is een plaats in de gemeente Barilović in de Kroatische provincie Karlovac. De plaats telt 152 inwoners (2001).